# 1789

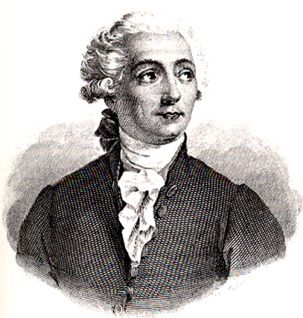
Lavoisier

De bestorming van de Bastille op 14 juli 1789

Het jaar 1789 is het 89e jaar in de 18e eeuw volgens de christelijke jaartelling.

## Gebeurtenissen
januari
- januari - In Frankrijk publiceert Abbé Sieyès het pamflet Qu'est-ce que le tiers état? (Wat is de derde stand?)

februari
- 4 - George Washington wordt gekozen tot eerste president van de Verenigde Staten.

maart
- 4 - De Grondwet van de Verenigde Staten treedt in werking. De eerste Senaat, Huis van Afgevaardigden en Hooggerechtshof komen in functie.
- 30 - In Den Haag gaat de artillerieschool open; twee andere zullen binnenkort volgen in Breda en Zutphen.

april
- 1 - De negentienjarige luitenant Napoleon Bonaparte wordt met honderd manschappen van zijn artillerieregiment naar de stad Seurre gestuurd om rellen te onderdrukken.
- 23 - De Amerikaanse president George Washington neemt zijn intrek in Franklin House in New York, de voorlopige ambtswoning van de president van de Verenigde Staten.
- 27 en 28 - Er breekt een staking uit in de behangfabriek van Jean-Baptiste Réveillon in de Faubourg Saint Antoine, omdat het gerucht gaat dat Réveillon de lonen wil verlagen en voorgesteld heeft de belasting te verhogen. Zijn huis wordt aangevallen en alles wordt verwoest, maar Réveillon en zijn familie weten te ontsnappen via een muur. Er wordt geschoten met kanonnen en er vallen waarschijnlijk meer dan honderd doden.
- 28 - Uitbraak van de muiterij op de Bounty. Kapitein William Bligh wordt met 18 bemanningsleden in een sloep overboord gezet.
- april - Oprichting te Brussel van het geheime patriotse genootschap Pro aris et focis.

mei
- 4 - Eerste samenkomst van de Staten-Generaal (Frankrijk) in Versailles sinds het jaar 1614. De afgevaardigden van de derde stand hebben klaagschriften meegebracht van bewoners uit hun streek.
- 12 - William Wilberforce houdt de eerste toespraak in het Britse Lagerhuis tegen de slavernij.

juni
- 14 - William Bligh, kapitein van de HMAV Bounty, arriveert in Nederlands-Timor na 48 dagen en 6700 kilometer in een sloep.
- 17 - De afgevaardigden van de Franse Derde stand vormen de Assemblée Nationale
- 18 - In zijn ijver om het keizerlijke beleid uit te voeren, haalt de gevolmachtigd minister van de Oostenrijkse Nederlanden, Ferdinand von Trauttmansdorff, de grondwettelijke ordening onderuit. Hij trekt de voorrechten van Henegouwen in, schaft de Raad van Brabant af, en laat politieke tegenstanders arresteren.
- 20 - De afgevaardigden van de derde stand komen ondanks een verbod van de koning bijeen en leggen de Eed op de Kaatsbaan af
- 27 - De clerus en de adel sluiten zich aan bij de Derde stand in de Assemblée Nationale

juli
- 14 - Met de bestorming van de Bastille begint de Franse Revolutie.

augustus
- 4 - De Parijse botanicus Antoine Laurent de Jussieu publiceert zijn Genera Plantarum, een Botanische nomenclatuur die verder is uitgewerkt dan die van Linaeus.
- 5 - Afschaffing van de privileges en het feodale systeem door de Wetgevende Vergadering van Frankrijk.
- 14 - In de Zuidelijke Nederlanden verklaren gematigde statisten met steun van de radicale vonckisten keizer Jozef II vervallen van de troon; daarmee begint de Brabantse Omwenteling.
- 26 - Met de vlucht van de prins-bisschop begint in het prinsbisdom Luik de Luikse Omwenteling.
- 26 - De Verklaring van de rechten van de mens en de burger wordt afgekondigd door de Franse Assemblée Nationale.
- 28 - Ontdekking van de Saturnusmaan Enceladus, door William Herschel.

september
- 11 - De Bolswarder Wopko Cnoop wordt wegens zijn steun aan de opstand in Franeker uit Friesland verbannen.

oktober
- 5 en 6 - Mars op Versailles: Parijzenaars trekken in optocht naar het koninklijk paleis, Lodewijk XVI wordt naar Parijs gevoerd en vestigt zich in de Tuilerieën.
- 24 - De advocaat Hendrik van der Noot, die met het Patriottenlegertje van Jan Andries vander Mersch vanuit de Republiek de Kempen is binnengevallen, roept in het Manifest van het Brabantse Volk de onafhankelijkheid van het hertogdom Brabant uit, waarbij de keizer wordt afgezet als hertog van Brabant.
- 27 - In de Slag bij Turnhout verslaat Jan Andries vander Mersch het Oostenrijkse leger

.
november
- 20 - Om een staatsbankroet te vermijden besluit de Assemblée Nationale om alle kerkelijke bezittingen te confisqueren. De staat zal voortaan een salaris betalen aan de priesters, voor zover die ten minste een eed van trouw aan de Republiek hebben gezworen.
- Het Brabants legertje van Jan Andries vander Mersch verovert de garnizoensstad Diest.

december
- 1 Mappa en zijn gezin komen aan in New York, waar ze voorlopig onderdak krijgen bij John Adams.
- 2 - De Oostenrijkse bevelhebber sluit een voorlopige wapenstilstand met de Patriotten.
- De stad Brugge sluit zich aan bij de opstand tegen het Oostenrijkse bewind in de Zuidelijke Nederlanden.

zonder datum
- De Duitse scheikundige Martin Heinrich Klaproth ontdekt uranium.
- Antoine Lavoisier is van oordeel dat de totale hoeveelheid aan materie in de wereld onveranderd blijft en identificeert zuurstof als dat deel van de lucht dat tijdens de verbranding wordt opgebruikt.
- Koning Karel IV van Spanje verheft Francisco Goya tot kamerschilder aan zijn hof.
- Het hoofdwerk van Jeremy Bentham, An Introduction to the Principles of Morals and Legislation, begint met de stelling dat de natuur ervoor heeft gezorgd dat de mens onder de macht leeft van pijn en genot. Het nuttigheidsbeginsel dat hij daarbij formuleert, geldt als het principe waarmee daden worden goed- of afgekeurd op basis van het vermogen dat ze bezitten om het geluk te vermeerderen of juist te verminderen. Op dit punt zou ieder mens zijn eigen belang nastreven.

## Muziek
- Première te Parijs van de opera Pandora van Franz Ignaz Beck
- Domenico Cimarosa componeert La Cleopatra

## Beeldende kunst

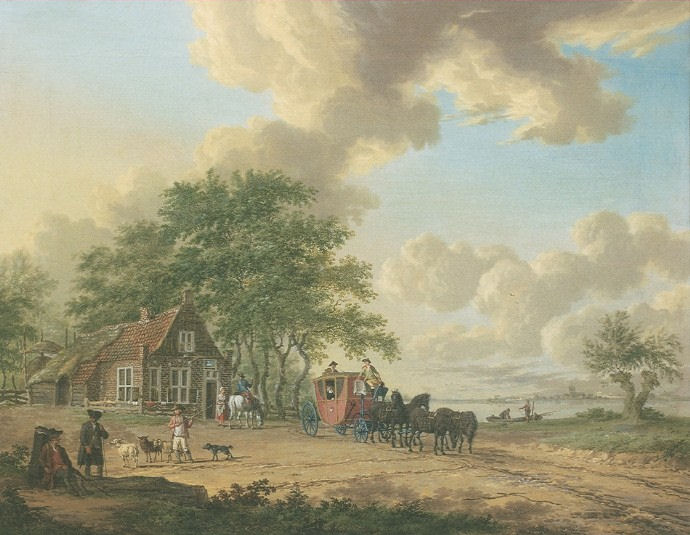
Koets bij pleisterplaats (1789), Hendrik Lofvers,

## Bouwkunst

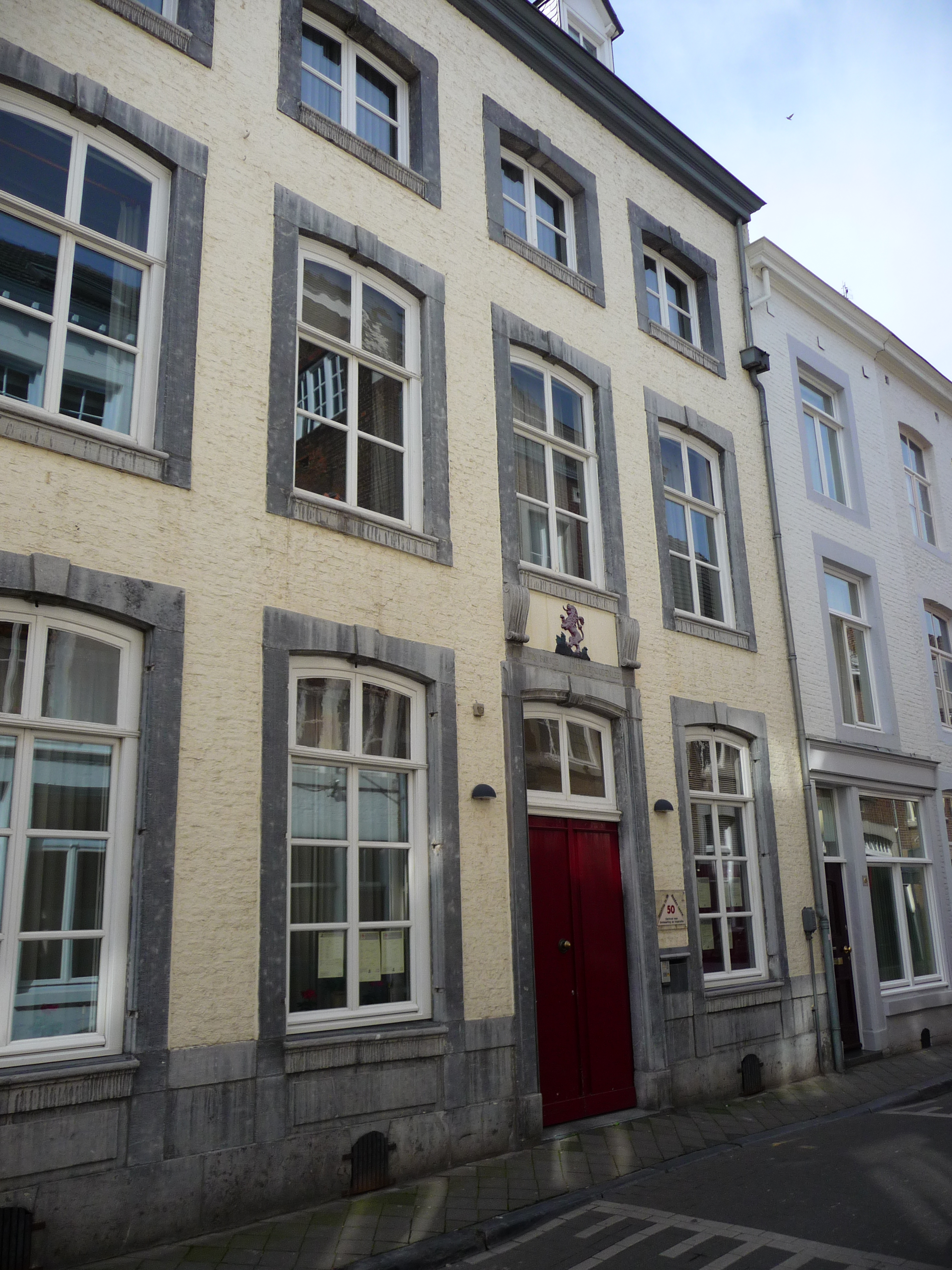
Woonhuis, Maastricht (1789)

## Geboren
maart
- 16 - Georg Ohm, Duits wis- en natuurkundige (overleden 1854)

april
- 12 - Antonio Maria Gianelli, Italiaans bisschop, ordestichter en heilige (overleden 1846)

mei
- 20 - Marcellin Champagnat, Frans geestelijke, ordestichter en heilige (overleden 1840)

juli
- 6 - Francisco Javier Mina, Spaans-Mexicaans onafhankelijkheidsstrijder (overleden 1817)

september
- 15 - Engelbertus Batavus van den Bosch, Nederlands minister en militair (overleden 1851)

oktober
- 23 - Joost Hiddes Halbertsma, Nederlands schrijver en dominee (overleden 1869)
- 25 - Samuel Heinrich Schwabe, Duits astronoom (overleden 1875)

december
- 17 - Clement Comer Clay, Amerikaans politicus (overleden 1866)

## Overleden
januari
- 23 - John Cleland (79), Engels schrijver

april
- 7 - Abdül-Hamid I (64), 27e sultan van het Osmaanse Rijk
- 7 - Petrus Camper (66), Nederlands arts, anatoom, fysioloog, verloskundige, zoöloog, antropoloog en paleontoloog

juni
- 4 - Lodewijk Jozef Frans Xavier van Bourbon (7), eerste zoon en tweede kind van Lodewijk XVI en Marie-Antoinette

oktober
- 11 oktober – Jean Charles Delafosse, (54 of 55), Frans architect, ornamentontwerper en tekenaar